# 髙橋純平
髙橋 純平（たかはし じゅんぺい、1997年5月8日 - ）は、岐阜県岐阜市出身の元プロ野球選手（投手）。右投右打。

## 経歴

### プロ入り前
小学校2年生から「梅林スポーツ少年団」で軟式野球を始めた。岐阜市立梅林中学校では「揖斐本巣パワーボーイズ」に所属する。
岐阜県立岐阜商業高等学校では1年春から控え投手としてベンチ入り。3年春の第87回選抜大会では初戦の松商学園高校戦、2回戦の近江高校戦では好投したが、準々決勝の浦和学院高校戦では5失点で敗れた。夏は左太もも肉離れの影響で準々決勝の中京学院中京高校戦で打者7人の登板のみとなり、準決勝の斐太高校戦では登板の機会がなく、敗退。その後第27回 WBSC U-18ワールドカップの日本代表に選出された。
2015年10月22日に行われたプロ野球ドラフト会議にて福岡ソフトバンクホークス、中日ドラゴンズ、北海道日本ハムファイターズの3球団から競合1位指名を受け、抽選の結果ソフトバンクが交渉権を獲得。11月26日に岐阜市内のホテルで契約交渉に臨み、契約金1億円プラス出来高5000万円、年俸1500万円と、球団の高校生では2001年のドラフト1位の寺原隼人以来となる最高額で契約に合意した。背番号は47。

### ソフトバンク時代
2016年1月9日、新人合同自主トレ初日で左すねの張りを訴えてリタイア。前年夏の左太もも裏肉離れの影響で下半身の左右のバランスが崩れており、春季キャンプも別メニュースタートとなった。二軍（ウエスタン・リーグ）では5月28日の広島東洋カープとのウ・リーグ公式戦で実戦デビューを果たし、7月14日のフレッシュオールスターゲームではウエスタン・リーグ選抜の先発を務め、1回1安打無失点、自己最速の154km/hを計測した。球宴明けにリリーフで一軍へ昇格するプランがあったが、日本ハムに猛追を受けたチーム状況などから、ルーキーイヤーでの一軍昇格は果たせなかった。二軍では7試合に登板し、28回1/3を投げて与四球20と制球に課題を残したものの、2勝1敗・防御率2.22を記録し、オフに現状維持となる推定年俸1500万円で契約を更改した。
2017年は春季キャンプをA組でスタートし、開幕先発ローテーション入りを目指したが、オープン戦では四球で自滅する投球が続き、開幕を二軍で迎えた。4月12日にロングリリーフ要員として初めて一軍へ昇格し、同14日のオリックス・バファローズ戦、5点ビハインドの6回表からプロ初登板。先頭のT-岡田に本塁打を打たれるなど、3回6安打5奪三振4失点という内容であった。翌4月15日に出場選手登録を抹消され、8月26日に再登録されるも登板機会がなく、9月1日に登録抹消。10月には右肩の不調でノースロー期間もあり、この年の一軍登板は前述の1試合のみであった。オフに30万円減となる推定年俸1470万円で契約を更改した。
2018年、自主トレ期間から左腕を高く上げる新フォームに取り組むも結果が伴わず、久保康生二軍投手コーチと共に軸足を中心としたフォーム改造に着手。しかし、このフォームも上手くはまらず、ウエスタン・リーグでは26試合の登板で1勝6敗1セーブ・防御率6.46という成績に終わり、一軍登板がないままシーズンを終えた。10月のフェニックス・リーグでは計6イニングで9奪三振と手応えを掴んだものの、オフに派遣されたプエルトリコのウインターリーグでは、9試合の登板で0勝2敗、20回1/3を投げて防御率7.08と振るわなかった。契約更改では170万円減となる推定年俸1300万円でサインした。
2019年は開幕を二軍で迎えると、4月上旬にはファームのインフルエンザ集団感染により離脱。4月17日の実戦復帰登板で3者連続三振を奪う快投を見せると、二軍戦7試合の登板で防御率0.90と安定した投球を続け、5月1日に一軍へ昇格。同日の東北楽天ゴールデンイーグルス戦、6点ビハインドの7回無死満塁から2年ぶりの一軍登板を果たし、適時打2本と押し出し四球で3点を失ったが、自身は3回3安打2四球無失点であった。この1試合のみで5月10日に出場選手登録を抹消されたものの、同24日に再登録されると、6月29日の日本ハム戦でプロ初勝利。翌30日の同カードでも勝利投手となり、プロ初勝利から2試合連続で勝利投手は球団史上初の記録となった。ビハインドの状況での登板から結果を残し、7月10日の埼玉西武ライオンズ戦では1点リードの6回表を任され、1回1四球2奪三振無失点でプロ初ホールドを挙げた。その後も安定した投球を続けると、勝ちパターンの一角を任されるようになり、再登録後はシーズン終了まで一軍に帯同し、この年は45試合の登板で3勝2敗17ホールド・防御率2.65を記録。ポストシーズンにも登板し、日本一に貢献した。オフに2600万円増となる推定年俸3900万円で契約を更改した。
2020年は先発再転向に意欲的であったが、甲斐野央が故障離脱したため、オープン戦ではリリーフとして登板した。ただ、新型コロナウイルスの影響で開幕が延期されると「ゲームで投げていて肩の張りが強かった。開幕まで時間ができたので焦らずやりたい」と右肩の炎症でリハビリ組に合流。6月6日の二軍戦で実戦復帰するも、再びリハビリ組での調整となり、実戦再復帰は9月1日。その後も状態は上がらず、一軍登板がなくシーズンを終え、二軍でも19試合の登板で防御率5.00と精彩を欠いた。オフに900万円減となる推定年俸3000万円で契約を更改した。
2021年の春季キャンプはB組スタートとなったが、オープン戦終盤に一軍へ昇格すると、滑り込みで自身初の開幕一軍入りを果たした。4月23日の千葉ロッテマリーンズ戦では2年ぶりに勝利投手となったなど、10試合の登板で1勝1敗2ホールド・防御率0.00を記録していたが、右第4中手骨基部骨折で5月8日に登録抹消。6月17日に三軍戦で実戦復帰を果たしたが、本人は「復帰後は今まで経験したことがない、捕手が捕れないような引っ掛ける球が出た」と語り、二軍でも15回1/3を投げて与四球15と制球に苦しんだ。離脱後の一軍再昇格は果たせずにシーズンを終え、オフに300万円減となる推定年俸2700万円で契約を更改した。
2022年は春季キャンプをA組でスタートするも、右内転筋を痛め、2月17日からB組に合流。その後も右内転筋の痛みを我慢しながら投球していたが、4月20日の二軍戦での登板を最後にリハビリ組へ合流し、6月8日の三軍戦で実戦復帰を果たした。ただ、この年は一軍登板が無くシーズンを終え、オフに600万円減となる推定年俸2100万円で契約を更改した。
2023年は春季キャンプをB組でスタートすると、開幕もファームで迎えた。この年の最終成績は、ウエスタン・リーグでは29試合、33回を防御率4.91、与四球19、ファームの非公式戦では21試合、22回を防御率3.68、与四球21と制球に苦しみ、2年連続で一軍登板なしに終わり、10月22日に戦力外通告を受けた。11月15日の12球団合同トライアウト（ファイターズ鎌ヶ谷スタジアム）に参加し、打者3人と対戦。園部佳太にはヒットを浴び、同僚だったの早真之介に死球を与えたものの、最速148キロを記録し、西川僚祐から三振を奪った。しかし、社会人野球や独立リーグからのオファーはあったものの、NPBからのオファーを受けるには至らず、12月1日までに現役引退を決断した。

### 現役引退後
現役引退後の2024年からはソフトバンクの野球振興部スタッフを務める。

## 選手としての特徴・人物
最速154km/hのストレートに、変化球はスライダー、カーブ、スプリットを持っている。2019年は投球割合の2割程度を占めるフォークは被打率.139と優秀だった。
愛称は「ぺー」。

## 詳細情報

### 年度別投手成績
| 年 度     | 球 団        | 登 板 | 先 発 | 完 投 | 完 封 | 無 四 球 | 勝 利 | 敗 戦 | セ 丨 ブ | ホ 丨 ル ド | 勝 率 | 打 者 | 投 球 回 | 被 安 打 | 被 本 塁 打 | 与 四 球 | 敬 遠 | 与 死 球 | 奪 三 振 | 暴 投 | ボ 丨 ク | 失 点 | 自 責 点 | 防 御 率 | W H I P |
| --------- | ------------ | ----- | ----- | ----- | ----- | -------- | ----- | ----- | -------- | ----------- | ----- | ----- | -------- | -------- | ----------- | -------- | ----- | -------- | -------- | ----- | -------- | ----- | -------- | -------- | ------- |
| 2017      | ソフトバンク | 1     | 0     | 0     | 0     | 0        | 0     | 0     | 0        | 0           | ----  | 16    | 3.0      | 6        | 2           | 2        | 0     | 0        | 5        | 0     | 0        | 4     | 4        | 12.00    | 2.67    |
| 2019      | ソフトバンク | 45    | 0     | 0     | 0     | 0        | 3     | 2     | 0        | 17          | .600  | 205   | 51.0     | 36       | 4           | 17       | 2     | 5        | 58       | 2     | 0        | 17    | 15       | 2.65     | 1.04    |
| 2021      | ソフトバンク | 10    | 0     | 0     | 0     | 0        | 1     | 1     | 0        | 2           | .500  | 46    | 11.0     | 6        | 0           | 6        | 0     | 1        | 9        | 2     | 0        | 1     | 0        | 0.00     | 1.09    |
| 通算：3年 | 通算：3年    | 56    | 0     | 0     | 0     | 0        | 4     | 3     | 0        | 19          | .571  | 267   | 65.0     | 48       | 6           | 25       | 2     | 6        | 72       | 4     | 0        | 22    | 19       | 2.63     | 1.12    |

### 年度別守備成績
| 年 度 | 球 団        | 投手  | 投手  | 投手  | 投手  | 投手  | 投手     |
| 年 度 | 球 団        | 試 合 | 刺 殺 | 補 殺 | 失 策 | 併 殺 | 守 備 率 |
| ----- | ------------ | ----- | ----- | ----- | ----- | ----- | -------- |
| 2017  | ソフトバンク | 1     | 0     | 0     | 0     | 0     | ----     |
| 2019  | ソフトバンク | 45    | 0     | 8     | 0     | 0     | 1.000    |
| 2021  | ソフトバンク | 10    | 1     | 3     | 1     | 0     | .800     |
| 通算  | 通算         | 56    | 1     | 11    | 1     | 0     | .923     |

### 記録
初記録
- 初登板：2017年4月14日、対オリックス・バファローズ1回戦（福岡 ヤフオク!ドーム）、6回表に二番手で救援登板、3回2被本塁打4失点
- 初奪三振：同上、6回表に小田裕也から空振り三振
- 初勝利：2019年6月29日、対北海道日本ハムファイターズ10回戦（札幌ドーム）、7回裏一死から三番手で救援登板、1回2/3 無失点
- 初ホールド：2021年4月11日、対東北楽天ゴールデンイーグルス3回戦（楽天生命パーク宮城）、5回裏に二番手で救援登板、1回無失点

その他の記録
- 初登板で対戦した第一打者に被本塁打：2017年4月14日、対オリックス・バファローズ1回戦（福岡 ヤフオク!ドーム）、6回表にT-岡田から右越ソロ ※史上72人目

### 背番号
- 47（2016年 - 2023年）

### 登場曲
- 「Just Like Fire」P!nk（2017年 - 2018年）
- 「万歳千唱」RADWIMPS（2019年 - 2020年）
- 「One man live」RADWIMPS（2019年 - 2020年）
- 「DANCE DANCE DANCE」Nissy (2019年 - 2020年)
- 「有心論」RADWIMPS（2021年）
- 「Life Road」ロザリーナ（2022年 - ）
- 「Soulコブラツイスト～魂の悶絶」桑田佳祐（2022年 - ）

### 代表歴
- 第27回 WBSC U-18ワールドカップ日本代表[86]